# 革命左派運動
革命左派運動（かくめいさはうんどう、西: Movimiento de Izquierda Revolucionaria、略称MIR）は、1965年10月12日に設立されたチリの極左マルクス・レーニン主義を掲げたチリの左派政党であり、かつては都市のゲリラ組織で、主にコンセプシオン大学の学生団体から始まった。
もともと同国社会党の青年組織で活動していた。
1970年から1973年までチリ大統領を務めたサルバドール・アジェンデの甥であるアンドレス・パスカル・アジェンデ (es:Andrés Pascal Allende) も、MIRの初期指導者の一人であった。